# اکاوا، گولنار
اکاوا، گولنار (به لاتین: Akova, Gülnar) یک منطقهٔ مسکونی در ترکیه است که در استان مرسین واقع شده‌است.

## خصوصیات
اکاوا ۱۱۶ نفر جمعیت دارد و ۱٬۳۷۰ متر بالاتر از سطح دریا واقع شده‌است.